# Sematawytefnakht
Sematawytefnakht ili Somtutefnakht i druge varijante ( fl. 330-ih pr. Kr. ), bio je staroegipatski visoki dužnosnik, poznat po tome što je svjedočio osvajanju perzijskog Egipta od strane Aleksandra Velikog.

## Biografija
Pojedinosti o Sematawytefnakhtovom životu poznate su po njegovoj pogrebnoj steli od vapnenca – koja se obično naziva Napuljska stela – koja je izvorno bila postavljena u hram u Herakleopolis Magna, a zatim je donesena u Izidin hram u Pompejima i sada je izložena u Napuljskom nacionalnom arheološkom muzeju (inv. 1035).
Tijekom svog života, Sematawytefnakht je imao nekoliko visokih statusa kao što su visoki svećenik Sekhmeta, svećenik Horusa, kraljevski rizničar, jedini pratilac, haty-a i iry-pat. Vjerojatno je započeo svoju uspješnu karijeru pod Nektanebom II. iz 30. dinastije. Nakon ahemenidskog osvajanja Egipta od strane Artakserksa III., Sematawytefnakht se zakleo na vjernost novom stranom faraonu Egipta, postavši tako neka vrsta kolaboracionista.
Sematawytefnakht je stupio u perzijsku vojnu službu pod Darijem III . i bio je pozvan da se bori u bitci kod Isa (333. pr. Kr.) protiv Aleksandrove vojske. U svojoj je steli tvrdio da mu se Heryshaf, lokalno božanstvo njegova rodnog grada, ukazao u snu i upozorio ga na opasnost koju bi riskirao vodeći bitku. Snažan ovim predosjećajem i uplašen Aleksandrovim naizgled nezaustavljivim napredovanjem, pobjegao je s bojnog polja i vratio se u Herakleopolis Magnu kako bi nastavio svoje vjerske službe, čime je ponovno promijenio svoju vjernost kada je, nedugo nakon toga, Aleksandar osvojio Egipat (332. pr. Kr.).
Na kraju svog života, Sematawytefnakht je hvalio i zahvaljivao Heryshafu što ga je savjetovao u snu i tako mu omogućio da živi ispunjen život.

## Drugi ljudi s istim imenom
Sematawytefnakht ne treba brkati s istoimenim časnikom koji je, neka tri stoljeća ranije tijekom 26. dinastije, otpratio Psamtikovu kćer Nitokris I. u Tebu na njezino usvajanje kao božanska Amonova klanjateljica.

## Daljnje čitanje
- Tresson, Paul. 1931. La Stèle de Naples. Bulletin de l'Institut Français d'Archéologie Orientale. 30: 369–91
- Lichtheim, Miriam. 1980. Ancient Egyptian Literature, vol. III. The University of California Press. Los Angeles. , pp. 42–3
- Pirelli, Rosanna (1998). "Il monumento di Samtawy Tefnakhte e il tempio di Iside a Pompei", in Atti del Convegno di Roma-Pompei 1995 dal titolo "L'Egitto in Italia dall'Antichità al Medioevo". CNR, Roma, pp. 635–644
- Perdu, Olivier (1985). Le monument de Samtoutefnakht à Naples [première partie]. Revue d'égyptologie 36, 89–113.